# فوجیوارا نو کانه‌زانه
فوجیوارا نو کانه‌زانه، کوجو کانه‌زانه (به ژاپنی: 藤原 兼実 Fujiwara no Kanezane); ۱ ژانویهٔ ۱۱۴۹ – ۱ ژانویهٔ ۱۲۰۷) پسر فوجیوارا نو تادامیچی، بنیانگذار خاندان کوجو و خوشنویس اهل ژاپن بود.
بنیانگذار خاندان کوجو (به پایه نظر میناموتو نو یوریتومو)، اگرچه برخی منابع فوجیوارا نو موروسوکه (۹۰۸–۹۶۰) را به عنوان بنیانگذار این خاندان ذکر کرده‌اند.
کانه‌زانه گردآوری تاریخ معبد کیتانو (کیتانو تنمانگو) را سازماندهی کرد.
در آوریل ۱۱۸۶ نایب السلطنه (کانپاکو و سشو) شد و در سال ۱۱۸۹ به عنوان وزیر ارشد منصوب شد.
او از نسل فوجیوارا نو میچیناگا، پسر فوجیوارا نو تادامیچی و برادرش جی ئن نویسنده اثر تاریخی گوکانشو است.
از جمله پسران او می‌توان به کوجو یوشیتسونه، کوجو یوشیمیچی (کوجو یوشیمیچی، ۱۱۶۷–۱۱۸۸)، کوجو یوشیسوکه (کوجو ریوسوکه، ۱۱۸۵–۱۲۱۸)، کوجو یوشیهیرا (کوجو ریوهی، ۱۱۸۵–۱۲۴۰) و یوشیتس اشاره کرد.

## تغییر سیاسی سال هفتم کنکیو
با مرگ امپراتور صومعه‌دار امپراتور گوشیراکاوا، کانه‌زانه چرخش کاملی به خود گرفت و فرمانروای دربار شد و بدون ترس از کسی حکومت امپراتوری را رهبری کرد. این پربارترین دوره در زندگی سیاسی کانه‌زانه بود، زیرا او میناموتو نو یوریتومو را «سی ای تایشوگون» اعلام کرد و پروژه بازسازی نانتو (نارا) را انجام داد، اما این دوره مدت زیادی طول نکشید. پس از مرگ گوشیراکاوا، امپراتور گو-توبا که به چیتن نو کیمی ja:治天の君 جدید تبدیل شد. از سوی دیگر، سرکوب حامیان نزدیک به او به تجمع جناح‌های ضد کانه‌زانه با محوریت شاهدخت کینشنای انجامید و تأکید او بر دسته‌های خاندانی و موضع سختگیرانه در مورد سوابق قدیمی جیتسو، مخالفت اشراف طبقه متوسط و پایین را برانگیخت. یوریتومو همچنین به تانگو نو تسوبونه برای به ازدواج درآوردن دخترش اوهیمه (دختر میناموتو یوریتومو) به امپراتور نزدیک شد و به حمایت خود از کانه‌زانه پایان داد. در نهایت امپراتور با دختر کانه‌زانه کوجو نینشی ازدواج کرد. به این ترتیب، کانه‌زانه به یک چهره برجسته در دربار امپراتوری تبدیل شد، اما او همچنان خط سیاسی خود را تغییر نداد. با این حال، چون دخترش که با امپراتور ازدواج کرده بود، (چوگو) کوجو نینشی شاهزاده ای به دنیا نیاورد، بیشتر درباریان از حمایت او دست کشیدند و در نوامبر ۱۱۹۶، او از سمت کانپاکو برکنار شد.